# Église San Francesco de Pistoia
L’église San Francesco est un lieu de culte catholique de la ville de Pistoia, située sur la place San Francesco, et siège de la paroisse du même nom affiliée aux prêtres du Sacré-Cœur de Jésus.

## Histoire
La construction du complexe a débuté en septembre 1289. Auparavant se trouvait au même site un couvent plus petit annexé par l'église de Santa Maria al Prato, dans laquelle s'étaient installés les frères franciscains dans la première moitié du XIIIe siècle. Les travaux ont duré jusqu'à la fin du XIVe siècle, et la façade n'a été terminée qu'en 1707. Au cours du XVIIe siècle, plusieurs autels des familles nobles locales ont été érigées dans le lieu de culte. En 1926, le couvent a été affilié aux frères mineurs, après que la communauté a dû quitter le complexe en 1808 dans le cadre des suppressions napoléoniennes. Les membres du couvent ont quitté la paroisse en 2016.

## Sources
- (it) Cet article est partiellement ou en totalité issu de l’article de Wikipédia en italien intitulé « Chiesa di San Francesco (Pistoia) » (voir la liste des auteurs).